# Протасов, Валентин Васильевич
Валентин Васильевич Протасов — советский хозяйственный, государственный и политический деятель, Герой Социалистического Труда. Заслуженный механизатор сельского хозяйства РСФСР (1964).

## Биография
Родился 31 августа 1931 года в селе Никисилице. Член КПСС.
С 1948 года — на хозяйственной, общественной и политической работе, прицепщик, тракторист, звеньевой механизированного звена, член Севского райкома КПСС, заместителем председателя профсоюзного комитета колхоза имени Куйбышева Севского района Брянской области.
Указом Президиума Верховного Совета СССР от 28 ноября 1964 года присвоено звание Заслуженного механизатора сельского хозяйства РСФСР.
Указом Президиума Верховного Совета СССР от 23 июня 1966 года присвоено звание Героя Социалистического Труда с вручением ордена Ленина и золотой медали «Серп и Молот».
Избирался депутатом Верховного Совета РСФСР 7-го созыва от Комаричского избирательного округа Брянской области.